# Strade provinciali della provincia di Grosseto
Questo è un elenco parziale delle strade provinciali presenti nel territorio della provincia di Grosseto.
| Numero | Denominazione                  | Percorso | Lunghezza (km) |
| ------ | ------------------------------ | --- | -------------- |
|        | Talamone                       | innesto S.P. 16 - Talamone | 14,610         |
|        | Porto Ercole                   | innesto S.P. 161 - Porto Ercole | 3,574          |
|        | Padule                         | Grosseto - Ponti di Badia - Innesto con la S.P. n. 158 a Castiglione della Pescaia                                                                                         | 19,972         |
|        | Pitigliano - Santa Fiora       | Innesto con la S.R. n. 74 a Pitigliano - Sorano - Castell'Ottieri - Montorio - San Giovanni delle Contee - Castell'Azzara - Selva - Innesto con la S.P. n. 6 a Santa Fiora | 50,125         |
|        | Galleraie                      | Innesto con la S.P. n. 162 a Ponte sul Merse - Montieri - Travale - Innesto con la S.P. n. 3 (SI) a Bagni delle Galleraie                                                  | 14,368         |
|        | Monte Amiata                   | Innesto con la S.P. n. 160 a Bivio Aiole - Bagnore - Santa Fiora - Innesto con la S.P. n. 18 (SI) a Bagnolo                                                                | 9,472          |
|        | Cinigianese                    | Innesto con la S.P. n. 64 a Bivio Sasso d'Ombrone - Sasso d'Ombrone - Cinigiano - Castiglioncello Bandini - Salaiola - Innesto con la S.P. n. 160 a Arcidosso              | 31,750         |
|        | Meleta                         | Innesto con la S.P. n. 19 a Tatti - Sassofortino - Innesto con la S.P. n. 157 a Roccastrada                                                                                | 10,690         |
|        | Aione                          | | 14,406         |
|        | Follonata                      | Innesto con la S.P. n. 159 a Poderi di Montemerano - Saturnia - Poggio Capanne - Catabbio - Semproniano - Petricci - Innesto con la S.P. n. 160 a Triana                   | 30,325         |
|        | Pavone                         | Innesto con la S.P. n. 5 a Montieri - Innesto con la S.R. n. 439 a Niccioleta                                                                                              | 10,445         |
|        | San Quirico                    | Innesto con la S.P. n. 4 a Sorano - Cerreto - San Quirico - Innesto con la S.R. n. 74 a La Rotta                                                                           | 6,580          |
|        | Onano                          | Innesto con la S.P. n. 69 a Pratolungo - Innesto con la S.P. n. (VT) a Onano                                                                                               | 3,360          |
|        | Proceno                        | Innesto con la S.P. n. 4 a San Giovanni delle Contee Innesto con la S.P. n. 52 (VT) a Proceno                                                                              | 2,850          |
|        | Castello                       | da Giglio Porto a Giglio Castello | 5,671          |
|        | Montiano                       | | 21,120         |
|        | Voltina                        | Innesto con la S.P. n. 159 a Istia d'Ombrone - Sant'Antonio - Innesto con la S.P. n. 7 a Cinigiano                                                                         | 25,125         |
|        | Campagnatico                   | Innesto con la S.S. n. 223 a Montorsaio - Campagnatico - Innesto con la S.P. n. 17 a Sant'Antonio                                                                          | 12,175         |
|        | Montemassi                     | Innesto con la S.P. n. 152 a Montepescali - Caminino - Montemassi - Tatti - Innesto con la S.P. n. 162 a Gabellino                                                         | 27,650         |
|        | Castellaccia                   | Innesto con la S.P. n. 31 a Ribolla - Castellaccia - Innesto con la S.P. n. 152 a Giuncarico                                                                               | 9,540          |
|        | Terzo                          | Innesto con la S.P. n. 19 a Caminino - Roccastrada - Innesto con la S.S. n. 223 a Civitella Marittima                                                                      | 19,176         |
|        | Sovana                         | Innesto con la S.P. n. 4 a Sorano - Sovana - Innesto con la S.P. n. 22 a Catabbio                                                                                          | 25,438         |
|        | Strette                        | Innesto con la S.P. n. 3 a Ponti di Badia - Ampio - Vetulonia - Innesto con la S.P. n. 152 a Grilli                                                                        | 12,670         |
|        | Fronzina                       | | 27,135         |
|        | Pitignano-Farnese              | Innesto con la S.P. n. 127 a Pitigliano - Innesto con la S.P. n. 47 (VT) a Pantalla                                                                                        | 8,707          |
|        | Arcidosso                      | Innesto con la S.P. n. 7 a Arcidosso - Innesto con la S.P. n. 64 a Castel del Piano                                                                                        | 4,086          |
|        | Lupo                           | | 3,570          |
|        | Perolla                        | Innesto con la S.P. n. 31 a Ribolla - Perolla - Innesto con la S.P. n. 151 a Ghirlanda                                                                                     | 13,433         |
|        | Ciciano                        | | 4,079          |
|        | Sante Mariae                   | | 8,1            |
|        | Collacchia                     | Innesto con la S.P. n. 152 a Potassa - Collacchia - Ribolla - Innesto con la S.P. n. 19 a Pontericci                                                                       | 16,320         |
|        | Manciano-Farnese               | Innesto con la S.P. n. 152 a Potassa - Innesto con la S.P. n. 116 (VT) | 7,634          |
|        | Montioni                       | Innesto con la S.R. n. 439 a Ponte Fiume Pecora - Innesto con la S.P. n. 19 (LI) a Montioni                                                                                | 5,057          |
|        | Selvena                        | Innesto con la S.P. n. 22 a Sorano - Elmo - Casa Faini - Selvena - Innesto con la S.P. n. 66 (SI) a Selvena                                                                | 19,010         |
|        | Vetta                          | Innesto con la S.P. n. 6 a Cantinacce - Innesto con la S.P. n. 45 al Monte Amiata                                                                                          | 7,700          |
|        | Giannella                      | | 8,760          |
|        | Macinaie                       | Innesto con la S.P. n. 160 a Castel del Piano - Innesto con la S.P. n. 107 ad Abbadia San Salvatore                                                                        | 12,170         |
|        | Vado all'Arancio               | Innesto con la S.P. n. 152 a Scarlino Scalo - Innesto con la S.R. n. 439 a Cura Nuova                                                                                      | 3,780          |
|        | Polveraia                      | | 8,600          |
|        | Trappola                       | Innesto con la S.P. n. 158 a Marina di Grosseto - Principina a Mare - Innesto con la S.P. n. 154 a Grosseto                                                                | 12,156         |
|        | Sbirro                         | Innesto con la S.P. n. 42 a Bagno Roselle - Innesto con la S.P. n. 152 a Rugginosa                                                                                         | 5,850          |
|        | Laghi                          | Innesto con la S.P. n. 41 a Bagno Roselle - Innesto con la S.P. n. 159 a Casalecci                                                                                         | 4,736          |
|        | Macchiascandona                | Innesto con la S.P. n. 3 a Ponti di Badia - Buriano - Innesto con la S.P. n. 152 a Grilli                                                                                  | 10,180         |
|        | Conce                          | Innesto con la S.P. n. 18 a Campagnatico - Marrucheti - Innesto con la S.P. n. 159 a Istia d'Ombrone                                                                       | 18,050         |
|        | Contessa                       | Innesto con la S.P. n. 37 al Monte Amiata - Innesto con la S.P. n. 35 al Monte Amiata                                                                                      | 1,630          |
|        | Pian di Madonna                | | 4,619          |
|        | Cerrone                        | | 2,295          |
|        | Tollero                        | | 9,980          |
|        | Accesa                         | | 11,800         |
|        | Capanne                        | | 7,800          |
|        | Porrona                        | | 8,304          |
|        | Orcia                          | | 0,848          |
|        | Tatti                          | Innesto con la S.P. n. 19 a Tatti - Innesto con la S.P. n. 31 a Ribolla | 2,720          |
|        | Cerro Balestro                 | Innesto con la S.P. n. 162 a Gabellino - Innesto con la S.P. n. 53 a Tatti                                                                                                 | 8,525          |
|        | Stribugliano                   | | 12,654         |
|        | San Donato                     | | 13,468         |
|        | Campese                        | innesto S.P. 15 - Giglio Campese | 4,305          |
|        | Aiole                          | | 6,660          |
|        | Alberese                       | | 11,200         |
|        | Puntone                        | Innesto con la S.P. n. 152 a La Merlina - Bagno di Gavorrano - Scarlino - Innesto con la S.P. n. 158 a Puntone                                                             | 11,643         |
|        | Punta Ala                      | Innesto con la S.P. n. 158 a Pian d'Alma - Punta Ala | 9,705          |
|        | Rocchette                      | Innesto con la S.P. n. 158 a Roccamare - Rocchette | 2,735          |
|        | Capalbio                       | | 19,758         |
|        | Cipressino                     | | 30,860         |
|        | Panoramica Porto Santo Stefano | | 7,593          |
|        | Panoramica Porto Ercole        | | 2,780          |
|        | Campigliola                    | | 21,050         |
|        | Litoranea                      | | 14,410         |
|        | Barcatoio                      | | 3,402          |
|        | Monticello                     | | 4,839          |
|        | Gerfalco                       | | 5,863          |
|        | Bozzone                        | | 4,746          |
|        | Acquapendente                  | | 8,100          |
|        | Sabatina                       | | 3,500          |
|        | Pescia Fiorentina              | | 13,373         |
|        | Montorio                       | | 10,664         |
|        | Convento                       | | 9,593          |
|        | Boccheggiano                   | | 5,500          |
|        | Poggio alla Mozza              | | 16,353         |
|        | Pollino                        | | 10,955         |
|        | Osa                            | | 10,735         |
|        | Gavorranese                    | | 16,835         |
|        | Valpiana                       | | 2,700          |
|        | Scarlino                       | | 6,110          |
|        | Valentina                      | |                |
|        | Cellena                        | | 3,870          |
|        | Bagnolo                        | | 2,194          |
|        | Niccioleta                     | | 4,516          |
|        | Peruzzo                        | | 4,770          |
|        | Ingegnere                      | | 3,003          |
|        | Pian dei Bichi                 | | 5,283          |
|        | Costarelle                     | | 6,900          |
|        | Pedemontana                    | | 14,180         |
|        | Sant'Andrea                    | | 8,400          |
|        | Sforzesca                      | | 12,109         |
|        | La Bella                       | | 4,280          |
|        | San Valentino                  | | 6,200          |
|        | Casa Rocchi                    | | 3,000          |
|        | Montevitozzo                   | | 6,113          |
|        | Castell'Ottieri                | | 4,000          |
|        | Sgrilla                        | | 16,936         |
|        | Sgrillozzo                     | | 2,036          |
|        | Salaioli                       | | 11,512         |
|        | Filare                         | | 2,185          |
|        | Tirli                          | | 16,045         |
|        | Cassarello                     | | 2,100          |
|        | Pescina                        | | 11,550         |
|        | Polesine                       | | 6,667          |
|        | Barbaruta                      | | 6,360          |
|        | Aiali                          | | 4,597          |
|        | San Biagio                     | | 4,109          |
|        | Usi                            | | 17,020         |
|        | Montecucco                     | | 4,700          |
|        | Poggi di Sasso                 | | 14,920         |
|        | Giuncarico                     | | 5,784          |
|        | Poggio Murella                 | | 5,117          |
|        | Crocina                        | | 8,682          |
|        | Madrechiesa                    | | 5,006          |
|        | Cellena-Selvena                | | 9,445          |
|        | Principina Terra               | | 3,894          |
|        | Marciatoio                     | | 1,600          |
|        | Quaranta                       | | 2,940          |
|        | Val di Fiora                   | | 7,275          |
|        | Belagaio                       | | 16,200         |
|        | Montorsaio                     | | 2,800          |
|        | Montelaterone                  | | 0,500          |
|        | Pantano                        | | 9,600          |
|        | Parrina                        | | 5,181          |
|        | Altore                         | | 5,575          |
|        |                                | |                |
|        | Poggiale                       | | 2,961          |
|        | Bagno di Gavorrano             | | 0,925          |
|        | Fontino                        | | 0,720          |
|        | Ponte Siele                    | | 0,446          |
|        | Casone                         | | 3,175          |
|        | Frassine                       | Monterotondo Marittimo - innesto S.S. 398 | 9,000          |
|        | Lattaia                        | | 6,450          |
|        | Montelattaia                   | | 2,350          |
|        | Piani Rossi                    | | 6,382          |
|        | Leopoldina                     | | 18,500         |
|        | Bivio Ravi                     | | 2,850          |
|        | Casettino Dani                 | | 2,180          |
|        | Marsiliana                     | | 13,300         |
|        | Melosella                      | | 3,322          |
|        | Montebuono                     | | 8,500          |
|        | Aquilaia                       | | 13,572         |
|        | Ragnaie                        | | 10,000         |
|        | Polverosa                      | | 3,733          |
|        | Valmarina                      | | 6,900          |
|        | Guinzoni                       | | 5,850          |
|        | Massa Marittima                | | 4,283          |
|        | Aurelia Vecchia                | | 48,398         |
|        | Batignano                      | | 6,200          |
|        | Spadino                        | | 2,583          |
|        | Fibbianello                    | | 6,485          |
|        | Carboli                        | innesto S.S. 398 - innesto S.P. 136 | 2,350          |
|        | Roccastrada                    | | 33,000         |
|        | delle Collacchie               | Innesto con la S.P. n. 152 a Follonica - Puntone - Pian d'Alma - Castiglione della Pescaia - Marina di Grosseto - Innesto con la S.P. n. 154 a Grosseto                    | 43,780         |
|        | Scansanese                     | | 53,000         |
|        | Amiatina                       | | 94,330         |
|        | Porto Santo Stefano            | | 13,200         |
|        | Massetana                      | | 19,970         |